# Ikutaro Kakehashi
Ikutaro Kakehashi, conhecido por Taro (Osaka, 7 de fevereiro de 1930 - Tóquio, 1 de abril de 2017), foi um engenheiro, empresário e inventor japonês. Suas empresas desenvolveram inúmeros instrumentos musicais eletrônicos. 
Suas inovações na área musical fizeram que ganhasse, em 2013, o Technical Grammy Award (um Grammy na categoria inovações tecnológicas).